# Рудники Маунт-Фарелл
Рудники Маунт-Фарелл – колишні гірничодобувні майданчики на австралійському острові Тасманія.
У 1892 – 1897 роках на схилі гори Маунт-Фарелл розвідали поклади свинцево-срібної руди, а в 1898-му тут почала діяти копальня Норт-Маунт-Фарелл. Розробку вели підземним способом за допомогою штолень та шахтних стовбурів, при цьому глибина рудника досягнула трьох сотень метрів. 
Руду вивозили до лінії залізниці, що вела до Ему-Бей на північному узбережжі отрова. Первісно вивіз провадили гужовим транспортом, а в 1902-му для цього відкрили вузькоколійну залізницю завдовжки 10 кілометрів, яка використовувала дерев’яні рейки і так само гужову тягу. У 1909-му її замінили на лінію із залізними рейками та паровими локомотивами.
Першу партію руди відправили в 1899 році на плавильний завод в Дапто (за кілька десятків кілометрів південніше від Сіднею). Є відомості, що в подальшому якось співпрацювали з металургійним майданчиком у Зіхані (на іншому завершенні залізниці від Ему-Бей), який в середині 1920-х розпочав пілотний проект продукування роздільного свинцевого та цинкового концентратів з подальшим обпалюванням останнього (в руді з Манут-Фарелл було біля 2% цинку). 
Станом на 1906 рік копальня видала 4 тисячі тонн свинцю та понад 13 тонн срібла, а на момент закриття в 1932-му накопичений видобуток досягнув вже 47 тисяч тонн свинцю та 153 тонни срібла (для чого знадобилось вилучити 432 тисячі тонн руди).
В 1934-му узялись за розробку нового поклада, для чого ввели в дію рудник Маунт-Фарелл. З 1936-го руду могла приймати розташована за десяток кілометрів (по прямій) збагачувальна фабрика Роузбері, що теж випускала свинцевий та цинковий концентрати (втім, копальня Маунт-Фарелл вважалась джерелом переважно свинцевої руди, вміст цинку в якій набагато поступався показникам руди базових копалень Роузбері та Геркулес). 
Рудник Маунт-Фарелл працював до 1974 року та вилучив за час свого існування 0,7 млн тонн руди.